# ماریا تیپو
ماریا تیپو  (به انگلیسی: Maria Tipo؛ ۲۳ دسامبر ۱۹۳۱ – ۱۰ فوریهٔ ۲۰۲۵) موسیقی‌دان و نوازندهٔ پیانو اهل ایتالیا بود.
او ابتدا پیانو را نزد مادرش، اِرسیلیا کاوالو آموخت. مادرش از شاگردان فروچو بوزونی بود. ماریا سپس نزد آلفردو کازلا و گیدو آگوستی آموزش دید. وی ملقب به «هوروویتس ناپلی» بود.
تیپو در ۱۰ فوریهٔ ۲۰۲۵، در سن ۹۳ سالگی درگذشت. 